# Golden Globe 1998
La 55ª edizione della cerimonia di premiazione di Golden Globe si è tenuta il 18 gennaio 1998 al Beverly Hilton Hotel di Beverly Hills, California.
Clementine Ford, figlia di Cybill Shepherd, è stata la Golden Globe Ambassador dell'edizione.

## Premi per il cinema
Vengono di seguito indicati in grassetto i vincitori. Ove ricorrente e disponibile, viene indicato il titolo in lingua italiana e quello in lingua originale tra parentesi.

### Miglior film drammatico
- Titanic, regia di James Cameron
- Amistad, regia di Steven Spielberg
- The Boxer, regia di Jim Sheridan
- Will Hunting - Genio ribelle (Good Will Hunting), regia di Gus Van Sant
- L.A. Confidential, regia di Curtis Hanson

### Miglior film commedia o musicale
- Qualcosa è cambiato (As Good as It Gets), regia di James L. Brooks
- Full Monty - Squattrinati organizzati (The Full Monty), regia di Peter Cattaneo
- Men in Black, regia di Barry Sonnenfeld
- Il matrimonio del mio migliore amico (My Best Friend's Wedding), regia di P.J. Hogan
- Sesso & potere (Wag the Dog), regia di Barry Levinson

### Miglior regista
- James Cameron - Titanic
- Steven Spielberg - Amistad
- James L. Brooks - Qualcosa è cambiato (As Good as It Gets)
- Jim Sheridan - The Boxer
- Curtis Hanson - L.A. Confidential

### Miglior attore in un film drammatico
- Peter Fonda - L'oro di Ulisse (Ulee's Gold)
- Djimon Hounsou - Amistad
- Daniel Day-Lewis - The Boxer
- Matt Damon - Will Hunting - Genio ribelle (Good Will Hunting)
- Leonardo DiCaprio - Titanic

### Migliore attrice in un film drammatico
- Judi Dench - La mia regina (Mrs. Brown)
- Jodie Foster - Contact
- Jessica Lange - Segreti (A Thousand Acres)
- Kate Winslet - Titanic
- Helena Bonham Carter - Le ali dell'amore (The Wings of the Dove)

### Miglior attore in un film commedia o musicale
- Jack Nicholson - Qualcosa è cambiato (As Good as It Gets)
- Kevin Kline - In & Out
- Samuel L. Jackson - Jackie Brown
- Jim Carrey - Bugiardo bugiardo (Liar Liar)
- Dustin Hoffman - Sesso & Potere (Wag the Dog)

### Migliore attrice in un film commedia o musicale
- Helen Hunt - Qualcosa è cambiato (As Good as It Gets)
- Joey Lauren Adams - In cerca di Amy (Chasing Amy)
- Pam Grier - Jackie Brown
- Julia Roberts - Il matrimonio del mio migliore amico (My Best Friend's Wedding)
- Jennifer Lopez - Selena

### Miglior attore non protagonista
- Burt Reynolds - Boogie Nights - L'altra Hollywood (Boogie Nights)
- Anthony Hopkins - Amistad
- Greg Kinnear - Qualcosa è cambiato (As Good as It Gets)
- Robin Williams - Will Hunting - Genio ribelle (Good Will Hunting)
- Rupert Everett - Il matrimonio del mio migliore amico (My Best Friend's Wedding)
- Jon Voight - L'uomo della pioggia (The Rainmaker)

### Migliore attrice non protagonista
- Kim Basinger - L.A. Confidential
- Julianne Moore - Boogie Nights - L'altra Hollywood (Boogie Nights)
- Sigourney Weaver - Tempesta di ghiaccio (The Ice Storm)
- Joan Cusack - In & Out
- Gloria Stuart - Titanic

### Migliore sceneggiatura
- Ben Affleck e Matt Damon - Will Hunting - Genio ribelle (Good Will Hunting)
- Mark Andrus e James L. Brooks - Qualcosa è cambiato (As Good as It Gets)
- Brian Helgeland e Curtis Hanson - L.A. Confidential
- James Cameron - Titanic
- Hilary Henkin e David Mamet - Sesso & Potere (Wag the Dog)

### Migliore colonna sonora originale
- James Horner - Titanic
- Michael Nyman - Gattaca - La porta dell'universo (Gattaca)
- Philip Glass - Kundun
- Jerry Goldsmith - L.A. Confidential
- John Williams - Sette anni in Tibet (Seven Years in Tibet)

### Migliore canzone originale
- My Heart Will Go On, musica e testo James Horner e Will Jennings - Titanic (Titanic)
- Journey to the Past, musica e testo di Stephen Flaherty e Lynn Ahrens - Anastasia (Anastasia)
- Once Upon a December, musica e testo di Stephen Flaherty e Lynn Ahrens - Anastasia (Anastasia)
- Go the Distance, musica e testo di Alan Menken e David Zippel - Hercules (Hercules)
- Tomorrow Never Dies, musica e testo di Sheryl Crow e Mitchell Froom - Agente 007 - Il domani non muore mai (Tomorrow Never Dies)

### Miglior film straniero
- La mia vita in rosa (Ma vie en rose), regia di Alain Berliner (Belgio)
- Artemisia - Passione estrema (Artemisia), regia di Agnès Merlet (Francia)
- Lea, regia di Ivan Fíla (Germania)
- Il testimone dello sposo, regia di Pupi Avati (Italia)
- Il ladro (Vor), regia di Pavel Chukhraj (Russia)

## Premi per la televisione
Vengono di seguito indicati in grassetto i vincitori. Ove ricorrente e disponibile, viene indicato il titolo in lingua italiana e quello in lingua originale tra parentesi.

### Miglior serie drammatica
- X-Files (The X Files)
- Chicago Hope
- E.R. - Medici in prima linea (ER)
- Law & Order - I due volti della giustizia (Law & Order)
- New York Police Department (NYPD Blue)

### Miglior serie commedia o musicale
- Ally McBeal
- Una famiglia del terzo tipo (3rd Rock from the Sun)
- Frasier
- Friends
- Seinfeld
- Spin City

### Miglior mini-serie o film per la televisione
- George Wallace, regia di John Frankenheimer
- La parola ai giurati (12 Angry Men), regia di William Friedkin
- Don King - Una storia tutta americana (Don King: Only in America), regia di John Herzfeld
- Il colore del sangue (Miss Evers' Boys), regia di Joseph Sargent
- L'Odissea (The Odyssey), regia di Andrei Konchalovsky

### Miglior attore in una serie drammatica
- Anthony Edwards - E.R. - Medici in prima linea (ER)
- George Clooney - E.R. - Medici in prima linea (ER)
- Lance Henriksen - Millennium
- Kevin Anderson - Nothing Sacred (Nothing Sacred)
- David Duchovny - X-Files (The X Files)

### Miglior attore in una serie commedia o musicale
- Michael J. Fox - Spin City
- John Lithgow - Una famiglia del terzo tipo (3rd Rock from the Sun)
- Kelsey Grammer - Frasier
- Paul Reiser - Innamorati pazzi (Mad About You)
- Jerry Seinfeld - Seinfeld

### Miglior attore in una mini-serie o film per la televisione
- Ving Rhames - Don King - Una storia tutta americana (Don King: Only in America)
- Jack Lemmon - La parola ai giurati (12 Angry Men)
- Gary Sinise - George Wallace
- Armand Assante - L'Odissea (The Odyssey)
- Matthew Modine - Parole dal cuore (What the Deaf Man Heard)

### Miglior attrice in una serie drammatica
- Christine Lahti - Chicago Hope
- Julianna Margulies - E.R. - Medici in prima linea (ER)
- Kim Delaney - New York Police Department (NYPD Blue)
- Roma Downey - Il tocco di un angelo (Touched by an Angel)
- Gillian Anderson - X-Files (The X Files)

### Miglior attrice in una serie commedia o musicale
- Calista Flockhart - Ally McBeal
- Jenna Elfman - Dharma & Greg
- Ellen DeGeneres - Ellen
- Helen Hunt - Innamorati pazzi (Mad About You)
- Brooke Shields - Susan (Suddenly Susan)
- Kirstie Alley - L'atelier di Veronica (Veronica's Closet)

### Miglior attrice in una mini-serie o film per la televisione
- Alfre Woodard - Il colore del sangue (Miss Evers' Boys)
- Meryl Streep - Non nuocere (...First Do No Harm)
- Ellen Barkin - Le ali per volare (Before Women Had Wings)
- Vanessa Redgrave - Bella Mafia
- Jena Malone - Hope

### Miglior attore non protagonista in una serie
- George C. Scott - La parola ai giurati (12 Angry Men)
- Eriq La Salle - E.R. - Medici in prima linea (ER)
- Noah Wyle - E.R. - Medici in prima linea (ER)
- David Hyde Pierce - Frasier
- Jason Alexander - Seinfeld
- Michael Caine - Mandela and de Klerk (Mandela and de Klerk)

### Miglior attrice non protagonista in una serie
- Angelina Jolie - George Wallace
- Joely Fisher - Ellen
- Gloria Reuben - E.R. - Medici in prima linea (ER)
- Della Reese - Il tocco di un angelo (Touched by an Angel)
- Mare Winningham - George Wallace

## Premi onorari
- Golden Globe alla carriera: Shirley MacLaine